# اجمل سیلاب
اجمل سیلاب (زاده ١١ ژانویه ۱۹۸۴)(روستای جنگلک پنجشیر)سیاست مدار اهل افغانستان است.او از اعضای حزب جمعیت اسلامی افغانستان و از نزدیکان احمد ضیا مسعود میباشد.

## زنده گی نامه و تحصیلات
اجمل سیلاب زاده ۱۱ ژانویه ۱۹۸۴ در روستای جنگلک آستان پنجشیر میباشد. وی در سال ۱۹۹۰ شامل دوره ابتدایه در لیسه عالی غلام حیدر خان گردید. و در سال ۲۰۰۲ از لیسه عالی استاد خلیل الله خلیلی فارغ گردید . و جهت فراگیری هر چه بیشتر علم در سال ۲۰۰۴ شامل انستیتوت کاردان در بخش اقتصاد گردید. پس از اتمام این دوره آموزشی مصروف همکاری با موسسه (CHA) منحیث معاون دفتر روابط این موسسه با دولت افغانستان گردید.و همزمان با کار در این موسسه خارجی در موسسه تعلیمات عالی مصباح مصروف فراگیری رشته حقوق و علوم سیاسی گردید.
سپس در سال ۲۰۰۸ رسما منحیث څارنوال کشف و تحقیق شامل وظیفه در لوی څارنوالی گردید. پس از دو سال کار با لوی ثارنوالی در سال ۲۰۱۰ از ادامه کار با این نهاد انصراف نمود و منحیث سکرتر رهبر جبهه ملی افغانستان آغاز به کار نمود.
همزمان با وظیفه در سال ۲۰۱۴ دوره لیسانس خود را در دانشکده حقوق و علوم سیاسی در کابل به اتمام رسانید .و در همین سال پس از انتخابات ریاست جمهوری افغانستان منحیث دستیار خاص احمد ضیاء مسعود نماینده فوق العاده ریس جمهور در امور اصلاحات و حکومت داری خوب شروع به کار نمود. پس از  بروز اختلافات میان اشرف غنی احمدزی و احمد ضیاء مسعود که منجر به کناره گیری آقای مسعود گردید, اجمل سیلاب منحیث ریس دفتر آقای مسعود در دفتر معاونیت حزب جمعیت اسلامی افغانستان به وظیفه خود ادامه داد. در تاریخ ۱۵ اوت سال ۲۰۲۱ وی با هیئت ۱۱ نفری شامل احمد ضیا مسعود و سایر رهبران سیاسی و سیاست مداران کشور جهت گفتگو های صلح عازم کشور پاکستان گردید. اما این گفتگو ها نتیجه یی در پی نداشت و نظام جمهوریت افغانستان سقوط نمود.پس از سال اوت سال ۲۰۲۱ اجمل سیلاب در خارج از کشور مصروف فعالیت های سیاسی میباشد.

## فعالیت های سیاسی
اجمل سیلاب در سال ۲۰۰۲ عضویت حزب سیاسی جمعیت اسلامی افغانستان را بدست آورد. وی از اعضای سابقه دار این حزب سیاسی میباشد. پس از تشکیل جبهه ملی افغانستان در سال ۲۰۱۰ وی به این جنبش سیاسی پیوست. و همیشه در معادلات بزرگ کشور بلخصوص حزب جمعیت اسلامی افغانستان حضور و نقش فعال داشته است. در سال ۲۰۱۸ وی کاندید پارلمان کشور از حوزه مقاومت گردید. اما پس از مشورت با بزرگان کشور از کاندیداتوری خویش انصراف نمود.پس از اوت سال ۲۰۲۱ اجمل سیلاب در خارج از کشور مصروف فعالیت های سیاسی میباشد.

## فعالیت های فرهنگی
پس از وفات شاعر و عارف بزرگ افغانستان حیدری وجودی , اجمل سیلاب مسوولیت اعمار مقبره وی را به دوش گرفت . و در سال ۲۰۲۱ روزنامه هشت صبح اعلان نمود که کار این مقبره تکمیل شده است .
شاعران و نویسنده گان کشور طی چند جلسه از اجمل سیلاب بابت اعمار این بنای فرهنگی سپاس گذاری نمودند.